# موغر (تشنار)
موغر (بالفارسية: موگر) هي قرية تقع في إيران في قسم تشنار الريفي. يقدر عدد سكانها بـ 587 نسمة بحسب إحصاء 2016.